# فرانسوآ درش
فرانسوآ دِرُش (زاده ۲۴ اکتبر ۱۹۵۲)، پژوهشگر و متخصص نسخه‌شناسی و کتیبه‌شناسی است. وی استاد کلژ دو فرانس و صاحب کرسی «تاریخچه متن و انتقال قرآن» در این کالج است.

## زندگی
دِرُش در ۲۴ اکتبر ۱۹۵۲ در متس متولد شد. پس از گذراندن دوره‌های مقدماتی، تحصیلات خود را در مدرسه عالی نرمال در سال ۱۹۷۳ آغاز کرد. در سال ۱۹۷۸ موفق به کسب مدرک دانشگاهی در رشته مصرشناسی شد. پس از یک سال کارآموزی، در سال ۱۹۷۹ در کتابخانه ملی فرانسه به عنوان یک رزیدنت علمی، مسئول تهیه کاتالوگ نسخه‌های خطی قرآن شد. در سال ۱۹۸۳ برای مدت سه سال به عنوان رزیدنت علمی در انستیتوی مطالعات آناتولی فرانسه در استانبول منصوب شد و در سال ۱۹۸۷ از پایان‌نامه دکترای خود دفاع کرد. در سال ۱۹۹۰، وی به عنوان مدیر مطالعات در بخش علوم تاریخی و فلسفی در مدرسه عملی پژوهش‌های عالی منصوب شد.